# Ван Ман
Ван Ман (кит. 王莽, пиньинь Wáng Măng; личное имя Цзюйцзюнь (кит. 巨君, пиньинь Jùjūn); 45 до н. э. — 6 октября 23) — китайский император в 9—23 гг., прервавший своим правлением династию Лю, правившую в империи Западная Хань, основатель империи Синь (то есть «Новой»), единственный её император. 

## Жизнеописание

### Карьера
Происходил из влиятельной семьи Ван. Его отец — Ван Мань, младший брат императрицы Сяоюань, жены ханьского императора Юань-ди и матери императора Чэн-ди. По этой причине Ван был приближён к императорскому двору. С раннего возраста зарекомендовал себя приверженцем конфуцианства.
Императрица Ван способствовала продвижению Ван Мана по служебной лестнице, особенно во время правления императора Чэн-ди. Занимал должность начальника лучников. Впоследствии получил почётное звание «Стража Жёлтых Ворот». В 16 году до н. э. получил титул хоу. В 8 году до н. э., после смерти своего дяди Ван Гэня (кит. 王根), был назначен первым министром. Однако, в 7 году до н. э., после смерти Чэн-ди, вынужден был оставить эту должность.
В правление императора Ай-ди Ван Ман вместе с семьёй был лишён власти и влияния. В 5 году до н. э. был сослан в своё имение в Синьдю (современный городской округ Наньян в провинции Хэнань), где пытался вести тихую жизнь, не привлекая к себе внимания. Во 2 году до н. э. император вернул Ван Мана в столицу Чанъань, однако не предложил ему каких-либо должностей.
В 1 году до н. э., после смерти Ай-ди, Ван вернул себе власть. Ван Ман снова стал первым министром, фактически правил при малолетнем императоре Пин-ди. В 1 году н. э. получил титул вана (князя). В 4 году добился женитьбы императора на своей дочери Сяопин. Вместе с тем Ван Ман провёл реформу провинциальных школ, расширил императорскую академию, по его приказу был проложен новый стратегический путь через горы к югу от Хуанхэ, возводилось множество зданий и храмов.
После смерти Пин-ди в 5 году власть на некоторое время взял регентский совет во главе с Ван Маном. По его приказу прошли большие собрания учёных и чиновников по рассмотрению различных вопросов: от астрономии и астрологии до классических текстов. Лишь в 6 году новым императором был избран Жуцзы Ин, однако фактическую власть сохранил Ван Ман.
Постепенно он пришёл к мысли, что империя Хань утратила Небесный мандат, поэтому её представители не имеют прав на власть. Для подкрепления своих притязаний на престол Ван Ман обратился к гаданиям и пророчествам. В этом его поддерживал влиятельный чиновник и учёный Лю Синь. Утверждалось, что происходит смена стихий: огня на землю. Символ Хань — огонь — должен уступить символу земли, который ассоциировался с жёлтым цветом. Тем Ван Ман утверждал своё происхождение от мифического Жёлтого императора (Хуан-ди). Наконец в 9 году Ван Ман низложил императора Жуцзы Ина и объявил о создании новой империи Синь.

### Реформы

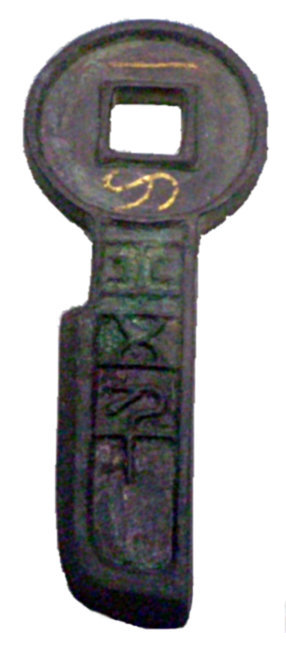
Монета в виде ножа, введённая в обращение Ван Маном

После проведения всех необходимых процедур Ван Мана признали новым императором. С самого начала новый властитель Китая пытался провести реформы для укрепления центральной власти, ослабления аристократии, расширения поддержки среди крестьянства.
За время правления Ван Маном была проведена денежная реформа, были введены в обращение более лёгкие деньги и упразднены старые. Император приказал знати менять золото на позолоченные бронзовые ножи, благодаря чему казна была значительно пополнена. В результате политики Ван Мана финансовое состояние аристократии значительно ухудшилось, а её влияние внутри страны существенно ослабло. Одновременно оказывалась государственная поддержка торговле.
В 9 году было объявлено о проведении земельной реформы. Внедрялась «колодезная система». Вся земля делилась на равные части, а семьи с избытком земли должны были делиться с другими своими родственниками. Каждая семья получала 1 кв. ли (1 ли=576 м). Эта земля делилась на 9 равных участков. Раздел напоминал по форме китайский иероглиф 井 со значением «колодец», отсюда название системы. Надел получал каждый трудоспособный человек. 8 участков подлежали возделыванию, а центральный, 9-й («колодец») принадлежал государству и обрабатывался совместно хозяевами других участков. В казну передавался урожай с 9 участка. Такие действия вызвали недовольство богатых землевладельцев и знати, однако Ван Ману удалось временно его подавить. 
В 10 году был проведён ряд экономических реформ: укреплены монополии на производство и торговлю алкоголем, солью, изделиями из железа, чеканку монет, доходы с горных и болотистых местностей. Вводилась система «5 цзюнь и 6 гуань», благодаря чему были стабилизированы цены на зерно, ткани, шёлк (закупались в период снижения цен и хранились в специальных хранилищах в 5 главных городах империи). Был введён 10-процентный налог на охотников, рыбаков, шёлководов, ремесленников, торговцев.
В 11 году произошла природная катастрофа — река Хуанхэ изменила русло на несколько сот километров, затопив южную часть Великой равнины. Это бедствие привело к длительному голоду. Недовольные политикой императора объявили случившееся карой за реформы. Поэтому в 12 году тот вынужден публично покаяться и отменить земельную реформу 9 года. Вместе с тем Ван Ман решил облегчить жизнь кабальных рабов, которых на тот момент насчитывалось несколько миллионов. Была категорически запрещена продажа простолюдинов в рабство. Однако этот приказ не работал, и богачи сумели его обойти.
В 14 году Ван Ман восстановил реформы. Был реорганизован аппарат чиновников, прошли преобразования в сфере чинов и рангов служивых, началось дробление округов, понижение статуса уездов, их переименование, менялась система управления ими. Несмотря на то, что в 15 и 16 годах стихийные бедствия (дожди, разливы рек) не прекращались, Ван Ман упорно продолжал перемены — был издан указ о размерах жалованья для чиновников, согласно которому в неурожайные годы жалованье чиновникам уменьшалось пропорционально падению урожая.
Вместе с тем Ван Ман интересовался наукой, способствовал её развитию. В 16 году приказал императорскому врачу провести вскрытие казнённого преступника, чтобы исследовать его внутренние органы и артерии для улучшения лечения болезней в будущем.
В 17 году был объявлен размер жалований обладателям титулов знатности (ван и хоу), что позволяло ещё некоторое время удерживать знать от выступлений, которые в условиях непрерывного голода и общей дестабилизации становились неизбежными.
В 18 году различные восставшие группы, банды, голодающие объединились в армию, выступившую против правительственных войск. Некоторое время Ван Ману удавалось сдерживать её.
В 21 году Ван Ман раскрыл заговор против себя собственного сына — принца Линя. В итоге последний вынужден был наложить на себя руки

### Внешняя политика
Ван был очень высокомерен в общении с союзниками и государствами-вассалами. В 10 году для повышения собственного престижа император решил усилить давление на хуннов. В частности, он оскорбил шаньюя хуннов и пытался вмешиваться в их внутренние дела. Это привело к войне с хуннами, которые возобновили набеги на Китай и перекрыли для китайских купцов Великий шёлковый путь. Война была проиграна, расходы на неё полностью истощили государственную казну. Это стало одной из причиной ослабления власти Вана. В конце концов борьба с хуннами продолжалась с переменным успехом до конца правления Ван Мана.
Ван Ман назначил наместником Сиюя князя Чжэн Фэна (甄豐). Князь Чэши Сючжили (須置離), устав от поборов китайских наместников, спланировал бежать к хунну, но был арестован китайским приставом Дао Ху (刀護) и отправлен к Дань Циню (但欽), наместнику Сиюя, где был обезглавлен. Брат Сючжили — Фуго-хоу Хуланьчжи (輔國侯狐蘭支) — собрал 2000 верных и бежал к хунну. Вскоре он подошёл к Чэши с хуннским войском и убил китайских ставленников и офицеров, после чего опять ушёл к хунну. Дао Ху отправил Чэн Ляна (陳良) занять долину Хуаньцэ (桓且) для пресечения набегов. Офицеры Чжун Дай (終帶), Хань Сюань (韓玄), хоу Жэнь Шан (任商) и Чэн Лян решили, что власть Хань в Сиюе ослабла и скоро хунну вторгнутся и перебьют китайцев и их союзников. Поэтому они решили убить Дао Ху и перейти к хунну. Они подняли ложную тревогу и стали собирать войска под предлогом вторжения 100 000 хунну. Собрав 304 человека (и имея несколько своих отрядов), они добились, чтобы Дао Ху впустил их. Они убили Дао Ху и его совершеннолетних сыновей, хотя женщин и малолетних детей пощадили. Вскоре прибыл хуннский предводитель с 2000 воинов и занял городок. Угнав 2000 населения, Чэн Лян и Чжун Дай перешли на службу к шаньюю.
В 13 году шаньюем хунну стал Улэй-Жоди. Ван Ман решил заключить мир с хунну и потребовать выдачи Чэн Ляна и Чжун Дая. Шаньюй выдал 27 человек (заговорщиков и членов их семей). В Чанъани Ван Ман приказал сжечь их живьём. Впоследствии хунну увидели, что Ван Ман их обманывает, и стали производить частые набеги на границу. Сиюй стал волноваться, жители Харашара убили Дань Циня (但欽) наместника Сиюя.
В 15 году Ман отправил в мятежный Сиюй офицера Ван Цзюня и нового наместника Ли Чуна (李崇). Князья согласились принять китайских военных поселенцев и выделить им землю и припасы. Харашарцы на словах покорились, но стали собирать войска. Ван Цзюнь собрал 7000 человек из Яркенда и Карашара. Харашарцы устроили им засаду и войска из Аксу, Лоп-Нура, Хошуда взбунтовались и убили Ван Цзюня. Из отряда выжил офицер Го Цинь (郭欽), который добрался до Харашара и, найдя его незащищаемым, перебил старых и молодых. Ман «пожаловал» его титулом шань-хуцзы (剼鬍子, дословно: «головорез-хунхуз»). Ли Чун предпочёл запереться в Куча, он был убит в 23 году.

### Свержение
Голод 21—22 годов заставил крестьянство присоединиться к многочисленным повстанцам. Их поддержала местная знать, которую вскоре возглавил род Лю — представители свергнутой династии Хань, которые имели кровную связь с её основателем, Лю Баном. Ван Ман бросил на подавление восстания свою армию, носившую название «Зубы тигра». В 22 году армия узурпатора дважды потерпела поражение от сторонников старой династии и армии повстанцев-«краснобровых» во главе с Фань Чуном.
В 23 году члены рода Лю начинают решающий этап борьбы за восстановление власти своей династии. Готовясь к штурму Ваньчэн (современный Наньян) — базы Ван Мана на юге, — они объявили новым императором Лю Сюаня. В том же году армия Ван Мана потерпела решительное поражение при Куньяне (современный городской округ Пиндиншань в провинции Хэнань). Вслед за этим армия повстанцев двинулась на столицу Чанъань. Ван Ман бился до конца. Выдержав трёхдневную осаду столицы в своем дворце Цзяньфа, он отстреливался с солдатами из башни, затем перебрался во дворец Цзяньтай. Когда кончились стрелы, он вышел навстречу противнику и был зарублен. Его голову выставили на обозрение на базарной площади. Династия Хань была восстановлена.

## Семья
Жены:
- Императрица Ван
- Императрица Ши

У Вана было 6 сыновей и 3 дочери.